# (29533) 1998 BW1
(29533) 1998 BW1 est un astéroïde de la ceinture principale d'astéroïdes découvert en 1998.

## Description
(29533) 1998 BW1 a été découvert le 19 janvier 1998 à Mison (France) par Michel Bœuf.

### Caractéristiques orbitales
L'orbite de cet astéroïde est caractérisée par un demi-grand axe de 3,1 ua, un périhélie de 2,32 ua, une excentricité de 0,23 et une inclinaison de 2,21° par rapport à l'écliptique. Du fait de ces caractéristiques, à savoir un demi-grand axe compris entre 2 et 3,2 ua et un périhélie supérieur à 1,666 ua, il est classé, selon la JPL Small-Body Database, comme objet de la ceinture principale d'astéroïdes.

### Caractéristiques physiques
(29533) 1998 BW1 a une magnitude absolue (H) de 14,0 et un albédo estimé à 0,217.